# Ewangelizacja
Ewangelizacja (gr. euaggelizein – głosić dobrą nowinę) – propagowanie głównych kanonów wiary chrześcijańskiej, a przede wszystkim nauki o Jezusie.

## Ewangelizacja
Ewangelizacja to nie tylko nauczanie i przekazywanie wiedzy, ale opowiadanie o osobie Jezusa Chrystusa. Główny przekaz ewangelizacji skupia się na męce, śmierci i zmartwychwstaniu Jezusa.
Cechą charakterystyczną ewangelizacji, w przeciwieństwie do katechizacji, jest skupienie się na poznaniu Jezusa, a nie na przekazywaniu nauk moralnych obowiązujących chrześcijanina. Adresatami ewangelizacji są niewierzący, ale też wierzący, którzy nigdy nie doświadczyli osobistej relacji z Bogiem (czasami to głoszenie nazywane jest neoewangelizacją lub drugą ewangelizacją).
Istnieje wiele form ewangelizacji: za właściwą można przyjąć każdą, jaka nie wykracza poza normy etyczne i moralne zapisane w Biblii. Istnieją misje ewangelizacyjne, stowarzyszenia chrześcijańskie, Szkoły Nowej Ewangelizacji, fundacje, wykorzystujące także muzykę jako nośnik treści ewangelizacyjnych, inicjatywy lokalnych denominacji (koncerty, wykłady, dyskusje itp).
Jeśli ewangelizacja dotyczy terenów i społeczności niegdyś chrześcijańskich, bywa określana jako reewangelizacja.

## Ewangeliści

### Protestantyzm

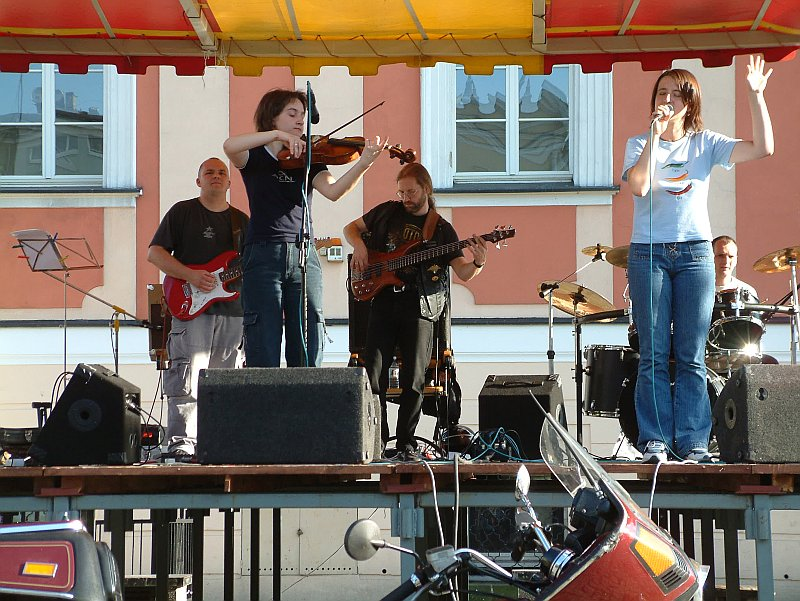
Koncert ewangelizacyjny. Misja Muzyczna DCN

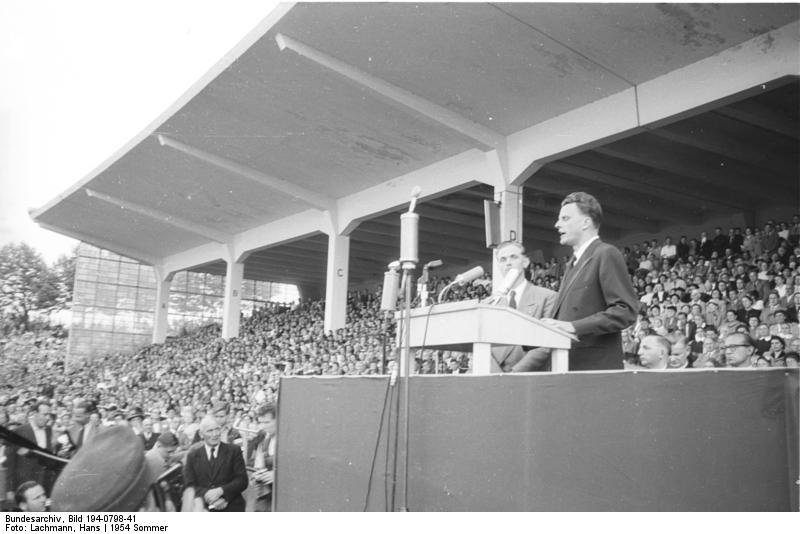
Billy Graham w Düsseldorf (1954)

Ewangelista w niektórych Kościołach protestanckich – zwłaszcza ewangelikalnych – to kaznodzieja, który poza posługą na forum wspólnot chrześcijańskich głosi orędzie poza obiektami kościelnymi, zwykle podróżuje po różnych miejscowościach, aby rozpowszechniać Ewangelię Jezusa Chrystusa.
Liczni chrześcijanie rozmaitych denominacji mogliby przypisać sobie tytuł ewangelisty, ponieważ zajmują się rozpowszechnianiem Ewangelii. W wielu Kościołach uważa się, że jedną z najważniejszych funkcji kościelnych jest rozpowszechnianie wiary, iż Jezus jest Zbawicielem świata.
Tytuł ewangelisty często jest związany z osobami, takimi jak baptysta Billy Graham i zielonoświątkowiec Reinhard Bonnke, którzy prowadzą duże zgromadzenia w namiotach, na stadionach, w istniejących budynkach kościelnych, lub tych, którzy głoszą w miejscach publicznych, np. na ulicy do przypadkowych przechodniów (ten typ głoszenia był charakterystyczny dla Jana Wesleya). Powoływane są specjalne organizacje, które zajmują się organizowaniem kampanii ewangelizacyjnych (np. BGEA, CFAN). Głoszenie Ewangelii dokonuje się też za pośrednictwem telewizji (tele-ewangeliści), lub internetu (ewangeliści internetowi).

#### Wielkie protestanckie kampanie ewangelizacyjne
- Krucjata Billy’ego Sundaya w Syracuse (1915)
- Los Angeles Crusade (1949)
- London Crusade (1954)
- New York Crusade (1957)

### Świadkowie Jehowy
Świadkowie Jehowy prowadzą na całym świecie działalność kaznodziejską głównie przez głoszenie od domu do domu, a także w miejscach publicznych, nazywając się głosicielami.